# Ellorâ
Cet article concerne le village indien. Pour l'article sur le prénom féminin, voir Élora (prénom).
 (septembre 2024).
Ellorâ est un village de l'Inde, anciennement connu sous le nom d'Elapurâ, situé à 30 km de la ville d'Aurangâbâd dans l'État du Maharashtra célèbre pour son architecture troglodytique, monastères et temples bouddhistes (groupe A : grottes 1 à 12 datant de v. 500 à v. 650), hindous (groupe B : grottes 13 à 31 creusées aux VIIe et VIIIe siècles) et jains (groupe C : construits entre les VIIe et XIIIe siècles).
Ces structures ont été excavées d'une paroi verticale des collines Charanandri. Elles sont au nombre de 34, dont 12 bouddhistes, 17 hindoues et 5 jaina. La coexistence de ces structures montre la tolérance religieuse dont l'Inde faisaitt preuve à l'époque.
En 1983, le site d'Ellorâ a été inscrit sur la liste du patrimoine mondial de l'UNESCO.

## Les grottes hindoues
Les grottes hindoues ont été construites au début du VIIe siècle. Certaines d'entre elles sont d'une telle complexité qu'il a fallu un temps très important pour les achever.
Le temple de Kailâsanâtha (725-755) est le joyau du site, un édifice en forme de temple, complètement excavé de la falaise. Sa taille est deux fois plus importante que celle du Parthénon d'Athènes.

## Les grottes bouddhistes
Les grottes bouddhistes sont les structures les plus anciennes et consistent essentiellement en viharas et monastères, quelques-uns comportent des sanctuaires illustrés par une image du Bouddha.
La grotte bouddhiste la plus célèbre est la grotte Vishwakarma, plus connue sous le nom de « grotte du menuisier ». Ce surnom lui vient du fait que son entrée et ses plafonds ont été sculptés de façon à donner l'impression de poutres en bois. Au cœur de cette grotte se trouve une statue de Bouddha.

## Les grottesjaina
Il s'agit des grottes numéros 30 à 34. Les temples de ce groupe relèvent de la secte des Jaïn Digambara, et ils sont parmi les derniers à avoir été creusés à Ellora. On n'y trouve pas d'innovations architecturales, et le numéro 30, Chota Kailasha, est même une sorte de reproduction « miniature » du grand temple du même nom (grotte 16).
Ces grottes jaïn ont des dimensions qui révèlent bien les conceptions du jaïnisme. Celles-ci reflètent en effet un sens poussé de l'ascétisme. C'est pour cela que les dimensions de ces grottes sont plus restreintes. Néanmoins elles sont sculptées tout aussi finement que leurs homologues hindouistes et bouddhistes. Elles se différencient aussi des autres grottes par leurs plafonds, qui étaient à l'origine richement peints. Des fragments de peinture sont toujours visibles aujourd'hui.

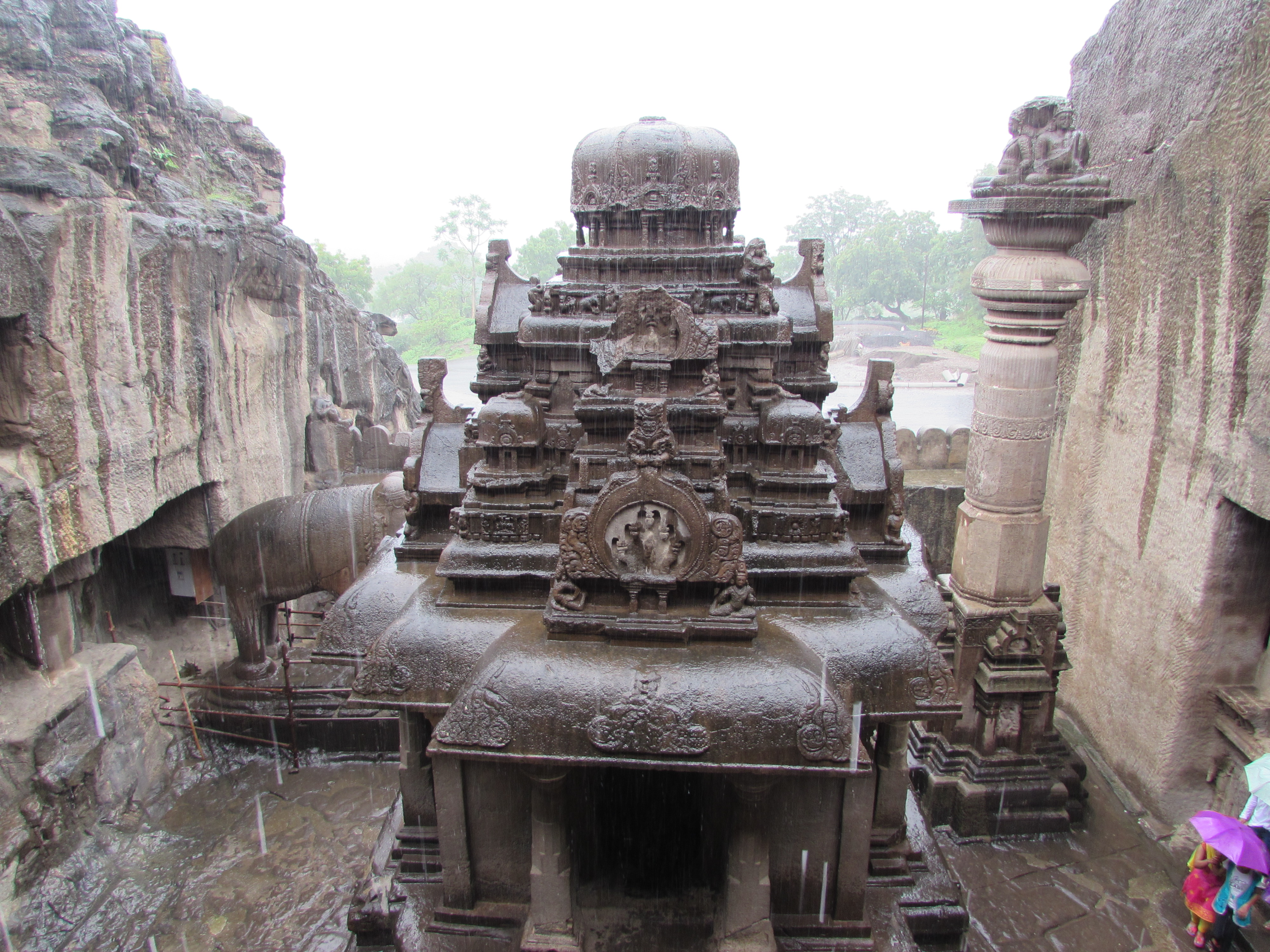
Chota Kailasha (grotte 30).
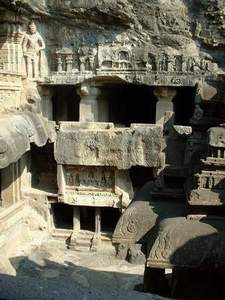
Une grotte jaina.
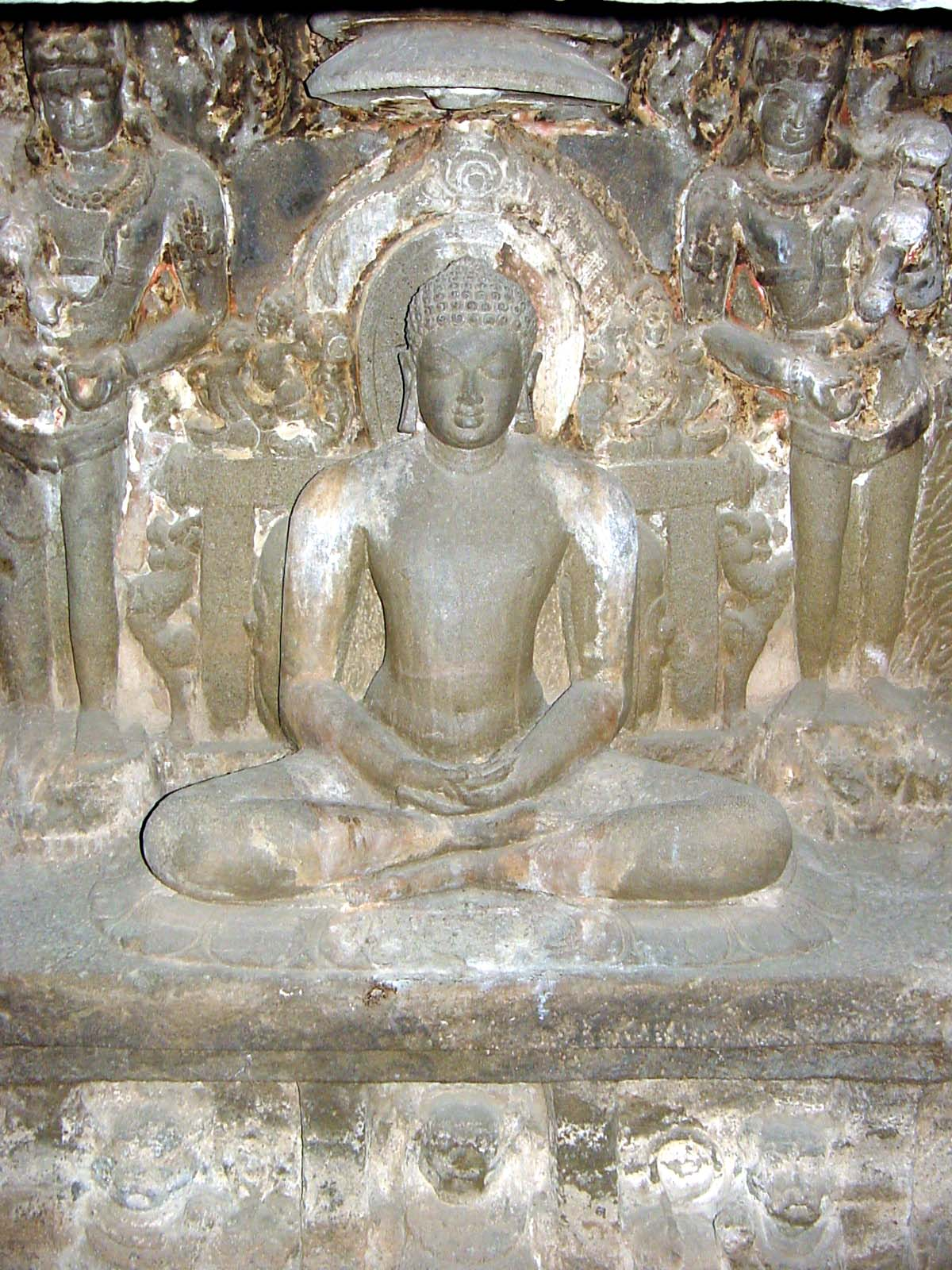
Statue de Mahavira dans la grotte 32. Début du IXe siècle
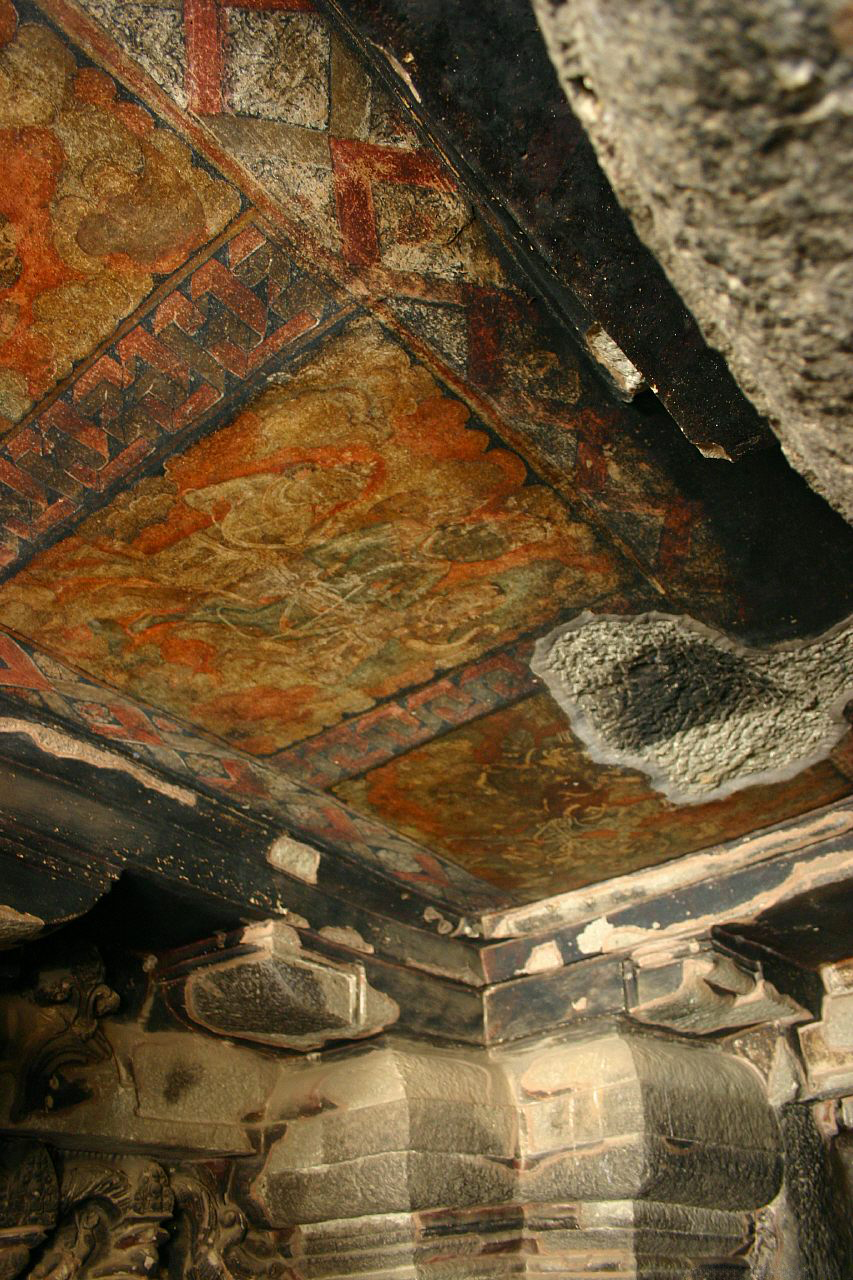
Plafond de la grotte 32.